# 陈鳣

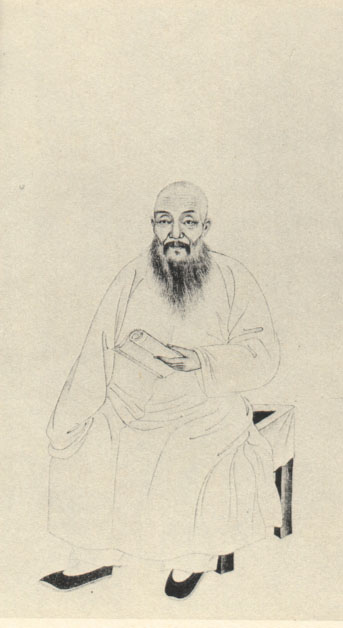
《清代学者像传》之陈鳣像

陈鳣（1753年—1817年），字仲鱼，號簡莊，又號河庄、东海波臣、新坡。浙江海宁硖石人。清朝学者、藏书家。

## 生平
生于乾隆十八年。嘉慶元年(1796年)，以郡庫生舉孝廉方正。嘉慶三年（1798年）舉人。嘗從錢大昕、段玉裁、翁方綱、王念孫等遊處，博極群書，精於許、鄭之學，又有史才。好藏書，“不惜重價購之”，書上蓋印有二，常印有“仲鱼图像”及其肖像，又有藏书印十二字：“得此書，費辛苦，後之人，其鑑我”。常與吳騫、黃丕烈等互相抄傳。阮元称他是“浙西诸生中经学最深者”。嘉庆二十二年（1817年）卒，得年六十五。卒後，其子愚瞢盡賣藏書。

## 著作
著有《論語古訓》十卷、《禮記參訂》十六卷、《簡莊疏記》十七卷等十餘種，未刊之書稿甚多。

## 家族
父陳璘；陈鳣为次子。